# Luke Mathews
Luke Mathews (ur. 21 czerwca 1995 w Williamstown) – australijski lekkoatleta specjalizujący się w biegach średnich.
Półfinalista mistrzostw świata juniorów w Eugene (2014). W 2016 reprezentował Australię na igrzyskach olimpijskich w Rio de Janeiro, podczas których odpadł w eliminacjach biegów na 800 i 1500 metrów.
Złoty medalista mistrzostw Australii. Reprezentant kraju na IAAF World Relays.

## Osiągnięcia
| Rok  | Impreza                     | Miejsce        | Konkurencja             | Lokata     | Wynik   |
| ---- | --------------------------- | -------------- | ----------------------- | ---------- | ------- |
| 2014 | Mistrzostwa świata juniorów | Eugene         | bieg na 800 metrów      | półfinał   | 1:55,92 |
| 2016 | Igrzyska olimpijskie        | Rio de Janeiro | bieg na 800 metrów      | eliminacje | 1:50,17 |
| 2016 | Igrzyska olimpijskie        | Rio de Janeiro | bieg na 1500 metrów     | eliminacje | 3:44,51 |
| 2017 | IAAF World Relays           | Nassau         | sztafeta 4 × 800 metrów | 4. miejsce | 7:20,10 |
| 2019 | Mistrzostwa świata          | Doha           | bieg na 800 metrów      | eliminacje | 1:50,16 |

## Rekordy życiowe
- Bieg na 800 metrów – 1:45,16 (2016)
- Bieg na 1000 metrów – 2:19,57 (2017)
- Bieg na 1500 metrów – 3:35,57 (2017)
- Bieg na milę – 3:54,53 (2017)